# Saifedine Alekma
Saifedine Alekma, né le 19 octobre 1994 à Forbach, est un lutteur français.

## Carrière
Saifedine Alekma est médaillé d'argent dans la catégorie des moins de 79 kg aux Championnats d'Europe de lutte 2021 à Varsovie.
Il est sacré champion de France dans la catégorie des moins de 79 kg en 2022.